# رولان ژیرو
رولان ژیرو (انگلیسی: Roland Giraud؛ زادهٔ ۱۴ فوریهٔ ۱۹۴۲) بازیگر اهل فرانسه است. وی از سال ۱۹۶۶ میلادی تاکنون مشغول فعالیت بوده‌است.
از فیلم‌ها یا برنامه‌های تلویزیونی که وی در آن نقش داشته‌است می‌توان به آنسوی زندگی، فانتوماس در برابر اسکاتلندیارد، صلیب و قهرمان‌ها دهانشان بوی شیر نمی‌دهد اشاره کرد.